# Mimetes saxatilis
Mimetes saxatilis är en tvåhjärtbladig växtart som beskrevs av Philips. Mimetes saxatilis ingår i släktet Mimetes och familjen Proteaceae. Inga underarter finns listade i Catalogue of Life.